# Käthe Haack

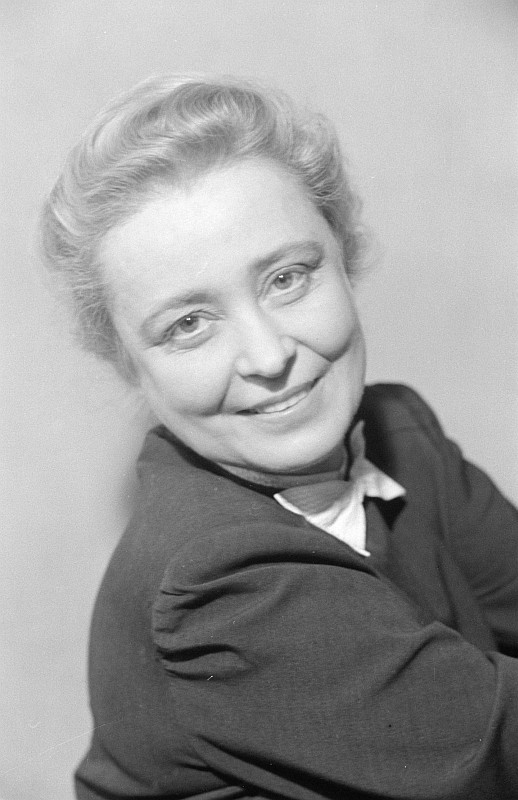
Käthe Haack en 1947, fotografía de Abraham Pisarek

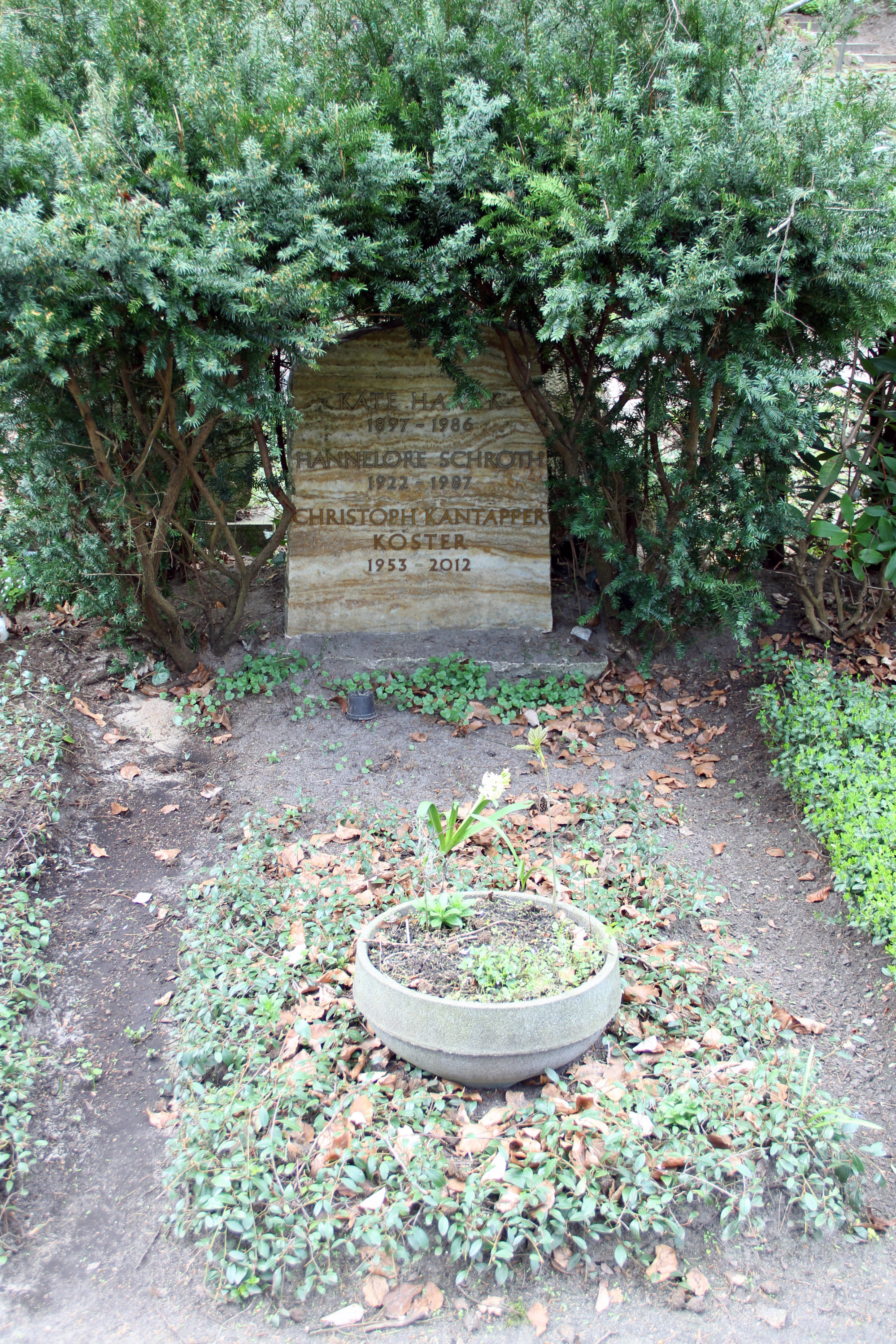
Tumba familiar de Käthe Haack, su hija Hannelore Schroth y su hijo Christoph en el Cementerio Friedhof Heerstraße de Berlín Westend

Käthe Haack, también mencionada con la grafía Käte Haack (11 de agosto de 1897 - 5 de mayo de 1986), fue una actriz alemana, con una trayectoria cinematográfica que se extendió a lo largo de setenta años, participando en más de 200 producciones, muchas de ellas también televisivas.

## Biografía
Su nombre completo era Lisbeth Minna Sophie Isolde Käthe Haack, y nació en Berlín, Alemania, siendo sus padres el comerciante textil y concejal berlinés Karl Wilhelm Paul Haack, y su esposa, Sophie Margarethe Jahn. Tras estudiar en colegios privados de Charlottenburg, tomó clases de actuación impartidas por Seraphine Détschy y Hans Kaufmann. En 1914 obtuvo su primer compromiso teatral, en el Deutsches Theater de Gotinga, actuando a partir de 1915 principalmente en Berlín. Allí actuó principalmente para Victor Barnowsky, trabajando en el Teatro en Kurfürstendamm, el Theater am Schiffbauerdamm, el Teatro Hebbel, el Volksbühne y el Deutsches Theater.
Entre sus papeles más destacados figuran el de Johanna en Der einsame Weg, Anni en la obra de Ferenc Molnár Spiel im Schloss, Klärchen en el estreno mundial de Der fröhliche Weinberg en 1925, y Mathilde Obermüller en Der Hauptmann von Köpenick, obra representada en 1931 en el Deutschen Theater bajo la dirección de Heinz Hilpert. Desde 1935 a 1944 actuó en el Konzerthaus Berlin bajo la dirección de Gustaf Gründgens.
En 1915 hizo su primera actuación cinematográfica. Como actriz extremadamente versátil, recibió numerosos papeles diferentes, pudiendo prolongar su carrera una vez llegada a término la época del cine mudo. Así, por ejemplo, trabajó en 1943 junto a Hans Albers como el Barón Münchhausen en Münchhausen. Haack también superó con éxito la transición de los papeles de joven ingenua a los de esposa y madre. Bien avanzada su trayectoria, Käthe Haack continuó con su exitosa carrera teatral a la vez que actuaba como distinguida anciana en diferentes producciones televisivas.
Sus papeles teatrales más importantes en los años de la posguerra fueron el de Mrs. Antrobus en Wir sind noch einmal davongekommen (1946, Teatro Hebbel), Gina Ekdal en El pato silvestre (1948, Renaissance-Theater de Berlín), Mrs. Higgins en My Fair Lady (1963, gira con unas 1500 representaciones) y Luise Maske en la obra de Carl Sternheim Der Snob (1966, Renaissance-Theater). Además, Haack actuó en obras del género teatral de bulevar, y fue actriz invitada en el Teatro Kleine Komödie am Max II de Múnich.
Käthe Haack se casó en 1916 con el actor Heinrich Schroth (1871–1945). Su hija Hannelore Schroth (1922–1987) y su hijastro Carl-Heinz Schroth (1902–1989) fueron también conocidos actores.
La actriz falleció en Berlín en el año 1986, y fue enterrada en el Cementerio Friedhof Heerstraße de Berlín junto a su hija Hannelore Schroth y su nieto, Christoph Kantapper Köster, 1953–2012. La tumba se encuentra en el campo 16-J-27, y desde noviembre de 2018 se encuentra en la lista de tumbas honoríficas de Berlín.

## Premios
- 1967 : Nombrada Actriz Estatal Berlinesa
- 1973 : Filmband in Gold de los Deutscher Filmpreis por su trayectoria en la cinematografía alemana

## Filmografía (selección)
- 1915 : Der Katzensteg
- 1915 : Pension Lampel
- 1916 : Der Skandal
- 1917 : Veilchen Nr. 4
- 1917 : Die Hochzeit im Excentric-Club
- 1917 : Der Jubiläumspreis
- 1917 : Der feldgraue Groschen
- 1917 : Ostpreußen und sein Hindenburg
- 1917 : Zwei blaue Jungen
- 1918 : Das Tagebuch des Dr. Hart
- 1918 : Sein bester Freund
- 1918 : Erträumtes
- 1918 : Die Ratte
- 1919 : Fräulein Mutter
- 1919 : Der Weg, der zur Verdammnis führt, 2. Teil. Hyänen der Lust
- 1920 : Föhn
- 1920 : Der gelbe Diplomat
- 1920 : Algol
- 1921 : Der tote Gast
- 1921 : Die Dame und der Landstreicher
- 1922 : Das Liebesnest
- 1922 : Die Schuhe einer schönen Frau
- 1923 : Wilhelm Tell
- 1924 : Mein Leopold
- 1925 : Lebende Buddhas
- 1925 : Heiratsschwindler
- 1926 : Die Unehelichen
- 1926 : La escuadra hundida
- 1927 : Benno Stehkragen
- 1928 : Unter der Laterne
- 1930 : Alraune
- 1930 : Der Detektiv des Kaisers
- 1930 : Skandal um Eva
- 1931 : Berlin – Alexanderplatz
- 1931 : Emil und die Detektive
- 1931 : Der Hauptmann von Köpenick
- 1932 : Quick
- 1932 : Tannenberg
- 1933 : Der Traum vom Rhein
- 1933 : Liebe muß verstanden sein
- 1934 : Wilhelm Tell
- 1934 : Der schwarze Walfisch
- 1934 : Die vier Musketiere
- 1934 : Der Meisterboxer
- 1934 : Der Polizeibericht meldet
- 1934 : Ich heirate meine Frau
- 1934 : Herz ist Trumpf
- 1934 : Hanneles Himmelfahrt
- 1935 : Wunder des Fliegens
- 1935 : Familie Schimek
- 1936 : Schloß Vogelöd
- 1936 : Eine Frau ohne Bedeutung
- 1936 : Donner, Blitz und Sonnenschein
- 1937 : Der Herrscher
- 1937 : Urlaub auf Ehrenwort
- 1938 : Der Fall Deruga
- 1939 : Der Schritt vom Wege
- 1939 : Der Stammbaum des Dr. Pistorius
- 1940 : Bismarck
- 1941 : Annelie
- 1941 : Heimaterde
- 1943 : Münchhausen
- 1947 : Und finden dereinst wir uns wieder
- 1949 : Ruf an das Gewissen
- 1949 : Nachtwache
- 1949 : Der große Mandarin
- 1949 : Der Biberpelz
- 1950 : Gabriela
- 1951 : Mein Freund, der Dieb
- 1951 : Königin einer Nacht
- 1951 : Wenn die Abendglocken läuten
- 1952 : Herz der Welt
- 1952 : Lockende Sterne
- 1952 : Heimweh nach Dir
- 1952 : Der Tag vor der Hochzeit
- 1953 : Die unsichtbare Sammlung (telefilm)
- 1954 : Heideschulmeister Uwe Karsten
- 1954 : Rosen-Resli
- 1954 : Feuerwerk
- 1954 : Der letzte Sommer
- 1954 : Die sieben Kleider der Katrin
- 1955 : Der Himmel ist nie ausverkauft
- 1955 : Das Schweigen im Walde
- 1956 : Auf Wiedersehn am Bodensee
- 1956 : Die Stimme der Sehnsucht
- 1957 : Die große Chance
- 1957 : Jede Nacht in einem anderen Bett
- 1958 : Ist Mama nicht fabelhaft?
- 1958 : Schwarze Nylons – Heiße Nächte
- 1959 : Bezaubernde Arabella
- 1960 : Der letzte Fußgänger
- 1961 : De quoi tu te mêles Daniela!
- 1962 : Ich kann nicht länger schweigen
- 1967 : Dynamit in grüner Seide
- 1969 : Unser Doktor ist der Beste
- 1971 : Der trojanische Sessel (telefilm)
- 1973 : Der Fußgänger
- 1973 : Black Coffee (telefilm)
- 1973 : Sergeant Berry (serie TV)
- 1973 : Der Lord von Barmbeck
- 1976 : Die Affäre Lerouge (miniserie TV)
- 1976 : Notarztwagen 7 (serie TV)
- 1977 : Grete Minde
- 1982 : Unheimliche Geschichten (serie TV), episodio 8
- 1983 : Tatort (serie TV), episodio Fluppys Masche
- 1985 : Ein Heim für Tiere (serie TV)

## Teatro
- 1948 : Howard Lindsay/Russel Crouse: Der Herr im Haus, dirección de Kurt Raeck (Renaissance-Theater de Berlín)

## Radio
- 1946 : Curt Goetz: Minna Magdalena, dirección de Hanns Farenburg (Berliner Rundfunk)
- 1946 : Max Frisch: Nun singen sie wieder, dirección de Theodor Mühlen (Berliner Rundfunk)
- 1949 : Berta Waterstradt: Meine Töchter (Berliner Rundfunk)